# Mjóifjörður (Austfirðir)
Der Mjóifjörður (dt. „Schmaler Fjord“) ist ein etwa 18 km langer Fjord in der Region Austurland m Osten Islands, zwischen dem Seyðisfjörður und dem Norðfjörður.
Seine größte Breitenausdehnung beträgt etwa 2 km, wobei er im mittleren Bereich eine deutliche Verjüngung aufweist. Der Mjóifjörður wird auf beiden Längsseiten eng von steil abfallenden Berghängen eingefasst.
Im Westen des Fjords befindet sich der Wasserfall Klifbrekkufossar, wo das Wasser in mehreren Stufen herabstürzt.

## Brekkuþorp
Das Abhangdorf (isländisch brekku:  Abhang, isländisch þorp: Dorf) liegt am Nordufer des Fjordes und ist die größte Siedlung in der ehemaligen Gemeinde Mjóifjörður (Mjóafjarðarhreppur, isländisch hreppur: deutsch Landgemeinde).
Sie war mit 42 Einwohnern die kleinste im Land.
Am 9. Juni 2006 verband sie sich mit Fáskrúðsfjarðarhreppur, Austurbyggð mit der Gemeinde Fjarðabyggð mit jetzt zusammen 5262 Einwohnern. (Stand 1. Januar 2023)
In dem Dorf, der einzigen Ortschaft am Fjord, leben das ganze Jahr hindurch 14 Menschen, im Sommer jedoch erheblich mehr.
Die Holzkirche Mjóafjarðarkirkja wurde 1892 mit einem weithin sichtbaren Dachreiter mit einem Zeltdach erbaut.
Im Innern der 10,17 m langen und 6,40 m breiten Kirche gibt es wohl 100 Sitzplätze.
Die Brekkukirkja, wie sie auch genannt wird, wurde 1950 und 1991 renoviert und steht seit 1990 unter Denkmalschutz.
Sehenswert ist unter anderem das Retabel, das 1871 von H.W. Holm gemalt wurde.
Es stellt Jesus am Kreuz mit drei Frauen dar.
Bereits im Jahre 1092 wurde eine Kirche in Mjóifjörður erwähnt.
Im Dorf gibt es eine Grundschule, die eine Außenstelle der Schule von Neskaupstaður ist, einen Campingplatz und ein Gästehaus mit Café.
Brekkuþorp ist 42 Straßenkilometer von Egilsstaðir entfernt.
Der Mjóafjarðarvegur  über die Mjóafjarðarheiði und ist im Winter lange Zeit nicht befahrbar.
Darum wird das Dorf im Winter 2-mal wöchentlich mit der Fähre Anný aus Neskaupstaður angefahren.
Die Straße führt bis hinaus zum 1908 erbauten Leuchtturm Dalatangi.
Ein alter Reitpfad führt nach Norden über die Gagnheiði bis nach Seyðisfjörður.

## Walfang
Etwa 6 km vor dem Fjordende jedoch am Südufer auf der Landzunge Asknes wurde um das Jahr 1900 eine Walfangstation betrieben, die bis zu 200 Leute beschäftigte. Sie war seiner Zeit die größte auf der Welt. Im Jahr 1903 wurden hier 486 Wale angelandet insgesamt wohl 3.200 Wale und mit einer anderen Walfangstation wurden um 5.200 Wale im Fjord verarbeitet. Reste von der Station sind noch zu sehen.

## Schiffswrack

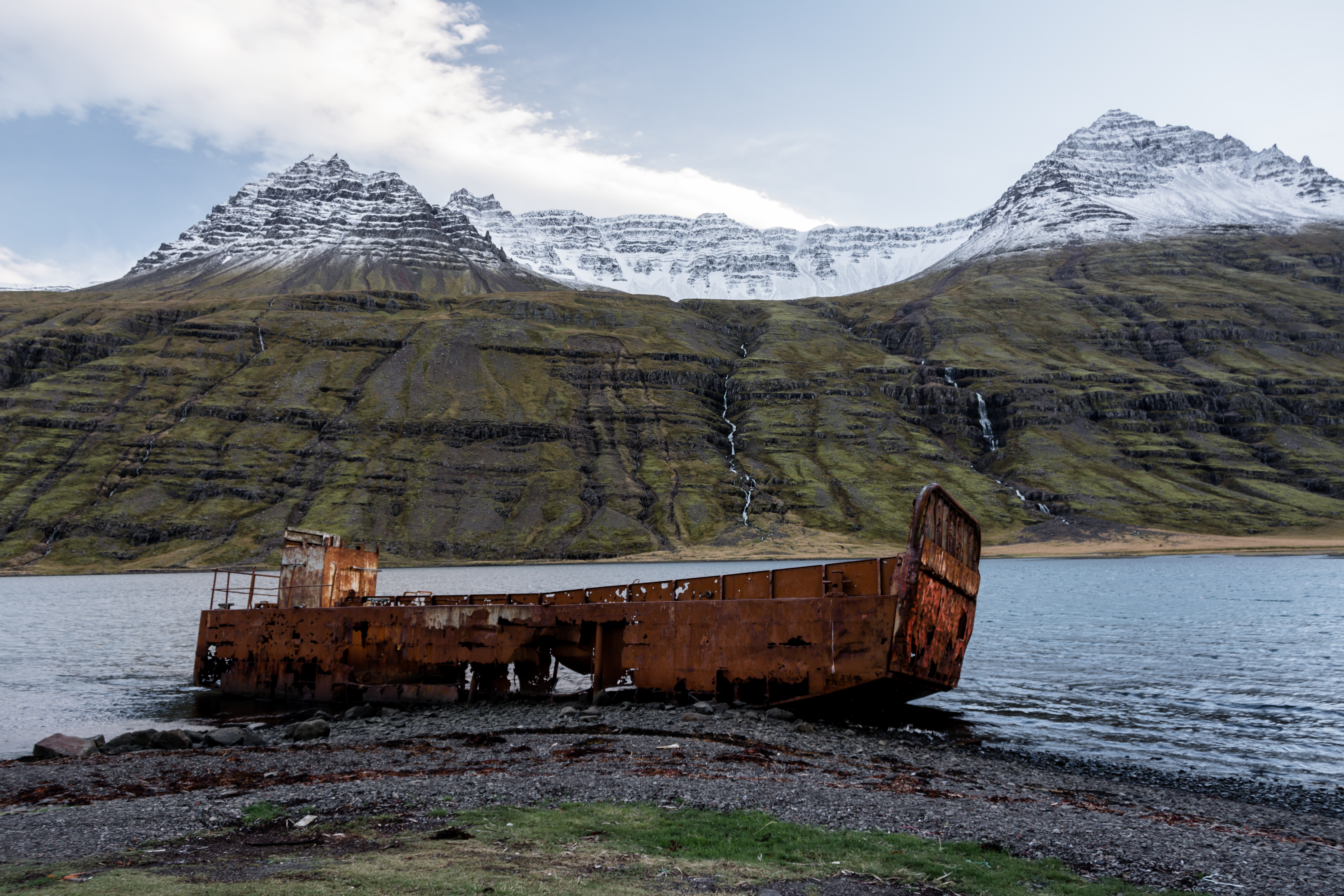
Schiffswrack im Mjóifjörður

Das markante Schiffswrack an der Straße hat nichts mit dem Walfang zu tun und auch nichts mit dem Zweiten Weltkrieg, obwohl es einst ein Landungsboot war. 
Isländer hatten es nach dem Krieg  erworben. Es wurde nicht mehr brauchbar und man lässt es hier vergehen.